# Detlef Macha
Detlef Macha, né le 13 décembre 1958 à Greiz en RDA, mort le 2 septembre 1994 à Cobourg (Allemagne) est un coureur cycliste sur piste. Portant les couleurs de la RDA, individuellement ou en équipe, il a participé à l'accession de ce pays au rang des meilleurs du cyclisme sur piste, au tournant des années 1970-1980. Il est triple champion du monde de poursuite individuelle amateurs, médaillé d'or en 1978, 1981 et 1982.

## Biographie
« La grande vedette des Allemands de l'Est, ce fut le jeune Detlef Macha, vainqueur du tournoi de poursuite individuelle, devant son compatriote Dürpisch, celui-ci déclassé à la suite d'un contrôle antidopage positif. La troisième place revenait à Unterwalder, encore un "gris" devant Alain Bondue ».
 C'est par ces lignes que Pierre Chany, chroniqueur du cyclisme, introduit le compte-rendu des Championnats du monde sur piste de l'année 1978. Au-delà du cliché sur la couleur des maillots, il renseigne un peu plus loin sur le champion. Coureur longiligne, « étranger au moule habituel des Allemands de l'Est », Macha est mécanicien à Erfurt. Il avait réalisé en séries le record du monde des 4 km en 4 min 36 s 34/100. Chany prête ensuite au Français Alain Bondue, tout juste battu par Macha en 1/2 finale, la remarque : « À lui seul il tourne au rythme d'une équipe olympique ». La bizareté est que Macha n'était pas dans l'équipe de la RDA, qui enlevait le titre collectif. Et au championnat de RDA de cette année 1978, il n'avait pas même atteint les 1/2 de la poursuite. Le fait que l'année suivante Detlef Macha ne fut présent au rendez-vous mondial que jusqu'aux 1/8e de finales, et qu'il ne fut présent aux Jeux olympiques d'été de Moscou entretint la rumeur sur la préparation « scientifique » des coureurs de l'Est de l'Allemagne. Pourtant Detlef Macha n'était pas un météore. En 1976 il avait remporté la médaille d'or en poursuite par équipes aux Championnats du monde juniors. Il était de retour en compétition mondiale en 1981, à Brno (Tchécoslovaquie) et emportait les titres de champion de monde individuel et par équipes. Pierre Chany est toujours là. Admiratif il accorde une photo en double-page au quatuor des « poursuiteurs de la RDA » et devenu enthousiaste, commente : harmonie, efficacité et matériel d'anticipation. Il est vrai qu'entre les vélos à l'ancienne vues aux pages précédentes et les bijoux est-allemands, avec des guidons profilés et d'une forme nouvelle, « il n'y a pas photo »...
Detlef Macha remporte un troisième titre mondial en poursuite individuel en 1982 et aux nombre de médailles acquises (or, argent et bronze) en totalise six au cours de sa carrière. Poussé vers la sortie de la Piste par une génération nouvelle, il se consacre ensuite à la route.

## Palmarès

### Sur piste
- 1976
  -  Champion du monde juniors en poursuite par équipes avec la RDA (Gerald Mortag, Jürgen Lippold, Hell, Detlef Macha)
- 1978
  -  Champion du monde amateurs de poursuite individuelle.
- 1979
  - 4e du Championnat de RDA de poursuite[5]
- 1981
  -  Champion de RDA de poursuite individuelle
  -  Champion de RDA de la Course individuelle aux points[6]
  -  Champion du monde amateurs de poursuite individuelle.
  -  Champion du monde de poursuite par équipes avec la RDA (Bernd Dittert, Volker Winkler, Axel Grosser, Detlef Macha) (5e homme : Gerald Buder)
- 1982
  -  Champion de RDA de la Course individuelle aux points
  -  Champion du monde amateurs de Poursuite individuelle[7]
  -  3edu championnat du monde de poursuite par équipes avec la RDA (Bernd Dittert, Gerald Buder, Gerald Mortag, Volker Winkler, Detlef Macha)[8]
- 1984
  - 2e du Championnat de RDA en poursuite par équipes avec le RC Turbine-Erfurt

### Sur route
- 1975
  -  Médaillé de bronze au championnat du monde du contre-la-montre par équipes juniors
- 1982
  - 1re et e étapes du Tour de Campanie (amateurs)
  - 2e du Tour de Campanie (amateurs)
- 1984
  - Tour de Campanie (amateurs)
- 1985
  - 3e du Circuit franco-belge